# Moneron
Moneron ist eine zu Russland gehörende Insel im Tatarensund südwestlich von Sachalin, am nordöstlichen Ende des Japanischen Meers.

## Geografie und Biologie
Moneron ist von zahlreichen Klippen und kleinen Felseninseln umgeben. Begünstigt durch den warmen Tsushima-Strom ist die Insel Heimat vieler Meereslebewesen, die sonst in diesen Breiten nicht anzutreffen sind. Die zerklüfteten Felsformationen des Eilands sind außerdem ein idealer Brutplatz für Seevögel.

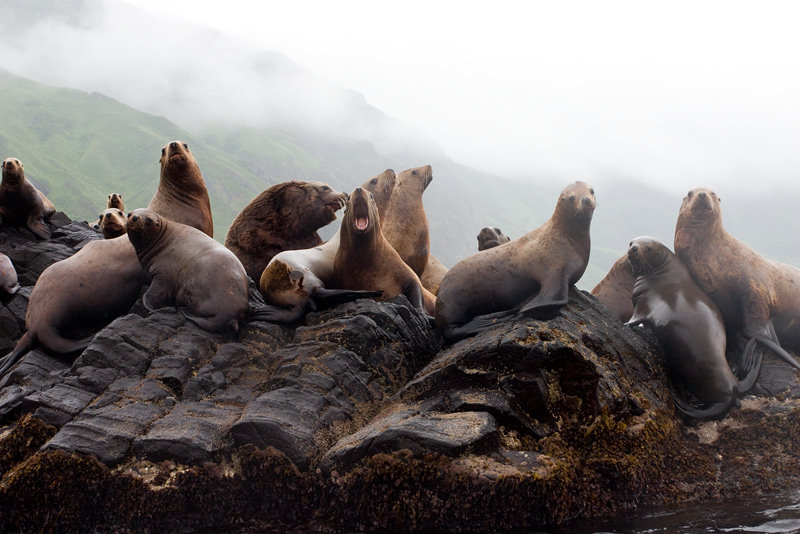
Seelöwen an der Küste Monerons

Insbesondere russische Biologen beobachten auf der Insel die über 150 Seevogelarten und erkunden die Unterwasserwelt. Die Insel und das umgebende Seegebiet wurden 2007 von der Verwaltung der Oblast Sachalin zu einem Staatlichen Naturpark erklärt, der auch zu touristischen Zwecken genutzt werden soll.

## Geschichte
Ainu, die Ureinwohner Japans, gaben dem Eiland den Namen Todo-moshiri („Seelöwen-Insel“). Im 18. Jahrhundert kam die Insel unter die Herrschaft eines Daimyō aus dem Lehen Matsumae. In dieser Zeit erhielt sie den heutigen Namen Moneron, als sie der französische Seefahrer Jean-François de La Pérouse nach einem seiner Seeleute benannte. Später wurde die Insel von Japanern in Kaiba-tō (海馬島, „Seelöwen-Insel“) umbenannt. Nach dem Ende des Zweiten Weltkrieges und der Besetzung durch die Sowjetunion erhielt die Insel ihren europäischen Namen Moneron wieder.
55 Kilometer von der Insel entfernt stürzte 1983 die von sowjetischen Abfangjägern abgeschossene Boeing 747 des Korean-Air-Lines-Flug 007 in das Japanische Meer.